# 도르트 페더럴 크레딧 유니온 이벤트 센터
도르트 페더럴 크레딧 유니온 이벤트 센터(Dort Federal Credit Union Event Center)는 미국 미시간주 플린트에 위치한 실내 경기장이다. 과거 IHL 플린트 제네럴스와 플린트 스피릿츠의 홈경기장으로 사용했다.